# Synagoga w Wysokiem
Synagoga w Wysokiem – synagoga z około XVIII–XIX wieku w Wysokiem na Białorusi, zachowana w stanie ruiny.

## Historia
Żydzi mieszkali w Wysokiem co najmniej od XVII wieku. Pierwotna synagoga była zbudowana z drewna, która istniała jeszcze w 1929 roku. Nie wiadomo dokładnie, kiedy powstała nowa synagoga; szacuje się, że w okresie od końca XVIII wieku do początku XIX wieku. W 1861 roku odnotowano istnienie murowanej synagogi w Wysokiem. Żydzi stanowili 89% populacji miejscowości w 1900 roku (2927 osób na 3276 ogółu mieszkańców). W 1929 roku budynek znajdował się pod adresem: ul. Podrzeczna 32, określono jego ówczesny stan zachowania na dobry, odnotowano brak tablicy modlitewnej oraz zaznaczono, iż brak stałego nadzoru nad budynkiem. W 1939 roku Muzeum Narodowe w Krakowie kupiło szafę na zwoje Tory z synagogi w Wysokiem od Szymona Rabinowicza (zachowana do dziś, IV-sp-527).
Podczas II wojny światowej Wysokie znajdowało się pod okupacją III Rzeszy, Niemcy utworzyli getto; zginęło 1297 osób w latach 1941–1944. Do Wysokiego po wojnie wróciło prawdopodobnie dwóch Żydów. 
Po zakończeniu wojny budynek wyremontowano i był on użytkowany jako dom kultury, a następnie jako hala sportowa. Budynek był w dobrym stanie jeszcze w latach 60. XX wieku. W 1991 roku nie było już Żydów w Wysokiem. Budynek znajduje się w złym stanie, zachowały się jedynie ruiny, brak dachu (stan na rok 2000). Wnętrze budynku zarasta dziką roślinnością. Poza synagogą zachowały się ślady cmentarza w postaci resztek macew na wzgórzu. 

## Architektura
Budynek w stylu eklektycznym, murowany z cegły z domieszką kamienia na planie prostokąta o przybliżonych wymiarach 15 x 23 m. Ściany są wysokie na około 5 m. Sala modlitw przeznaczona dla mężczyzn była oddzielona od dobudowanych od północy i południa modlitewni dla kobiet rzędami półokrągłych okien. Modlitewnie nie zachowały się, a okna wychodzące z nich zostały zamurowane.

## Galeria

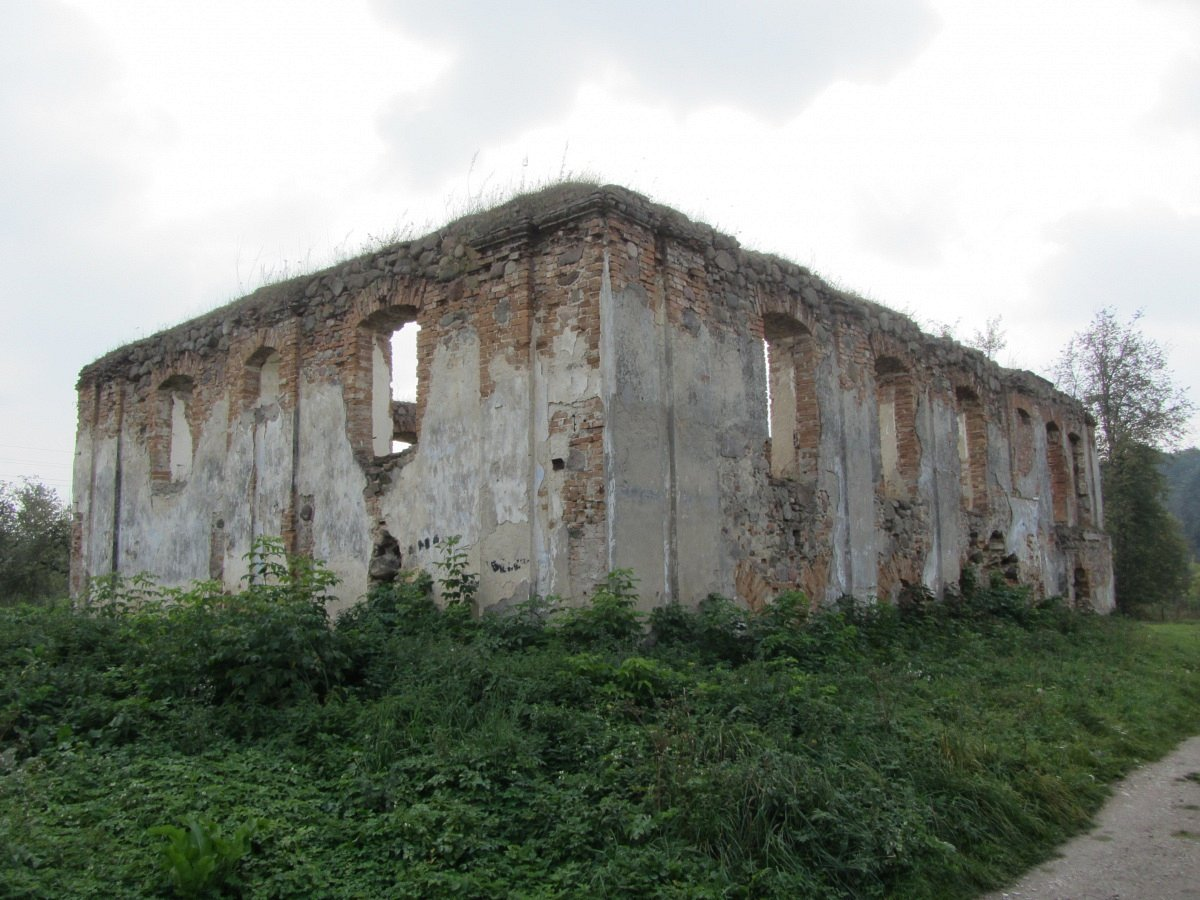
Elewacje zewnętrzne (2014)
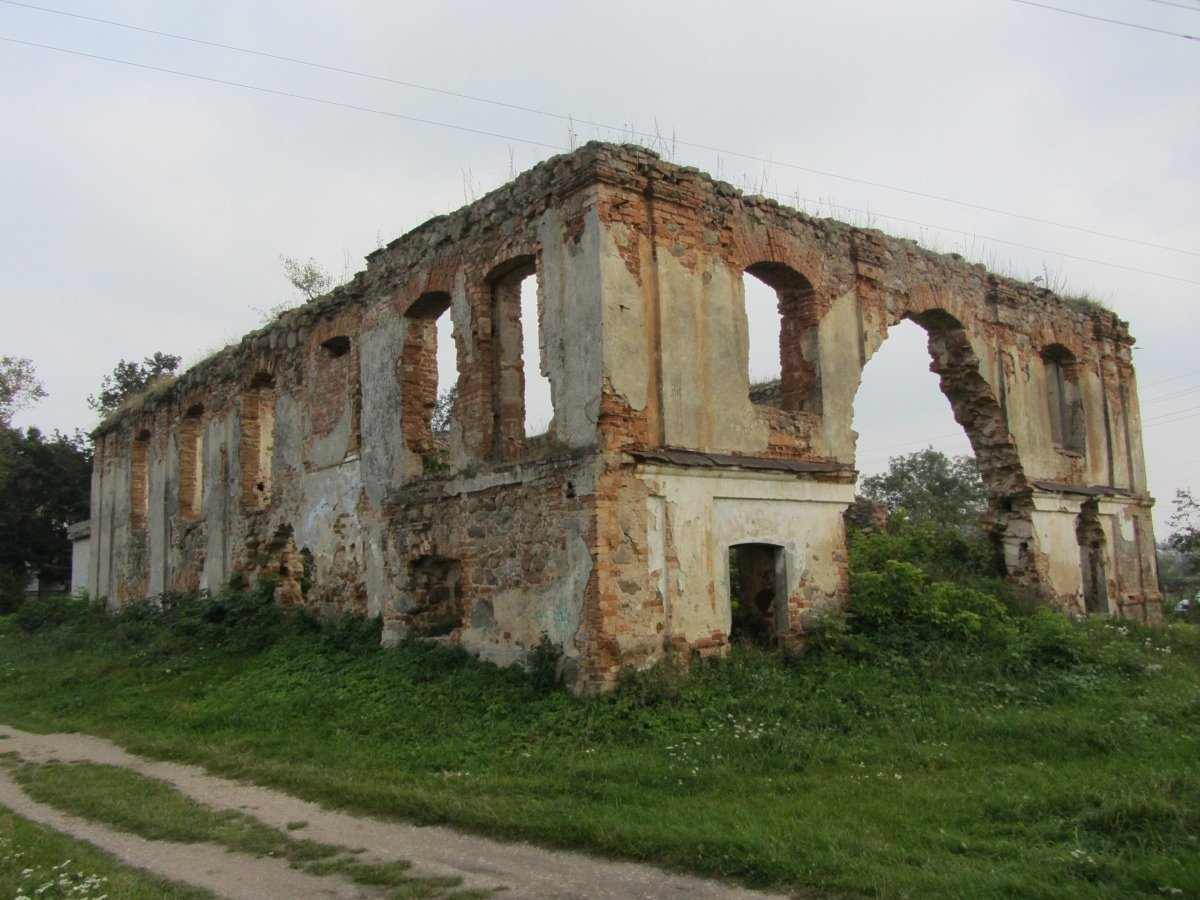
Elewacje zewnętrzne (2014)
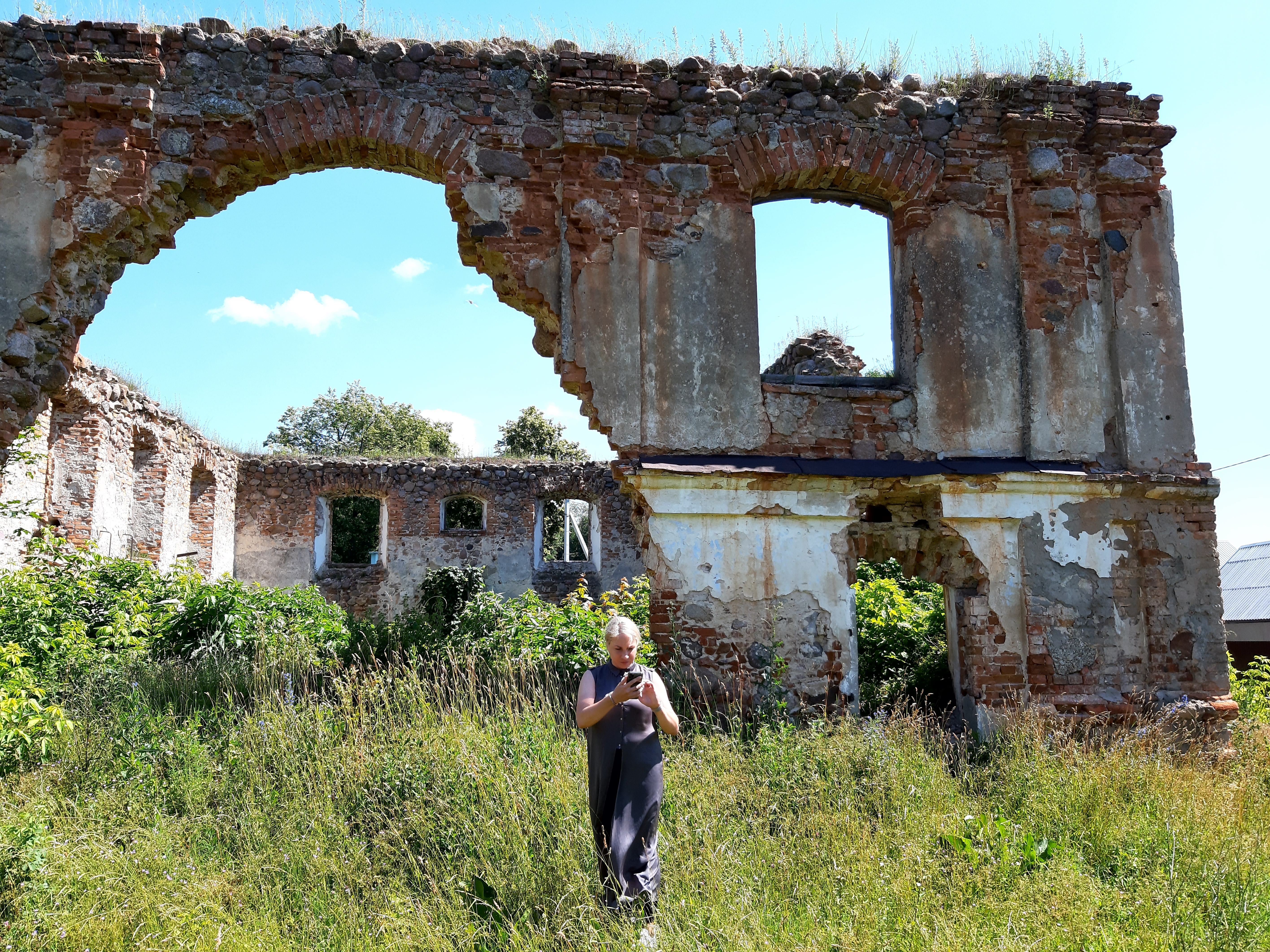
Najbardziej uszkodzona ściana (2020)
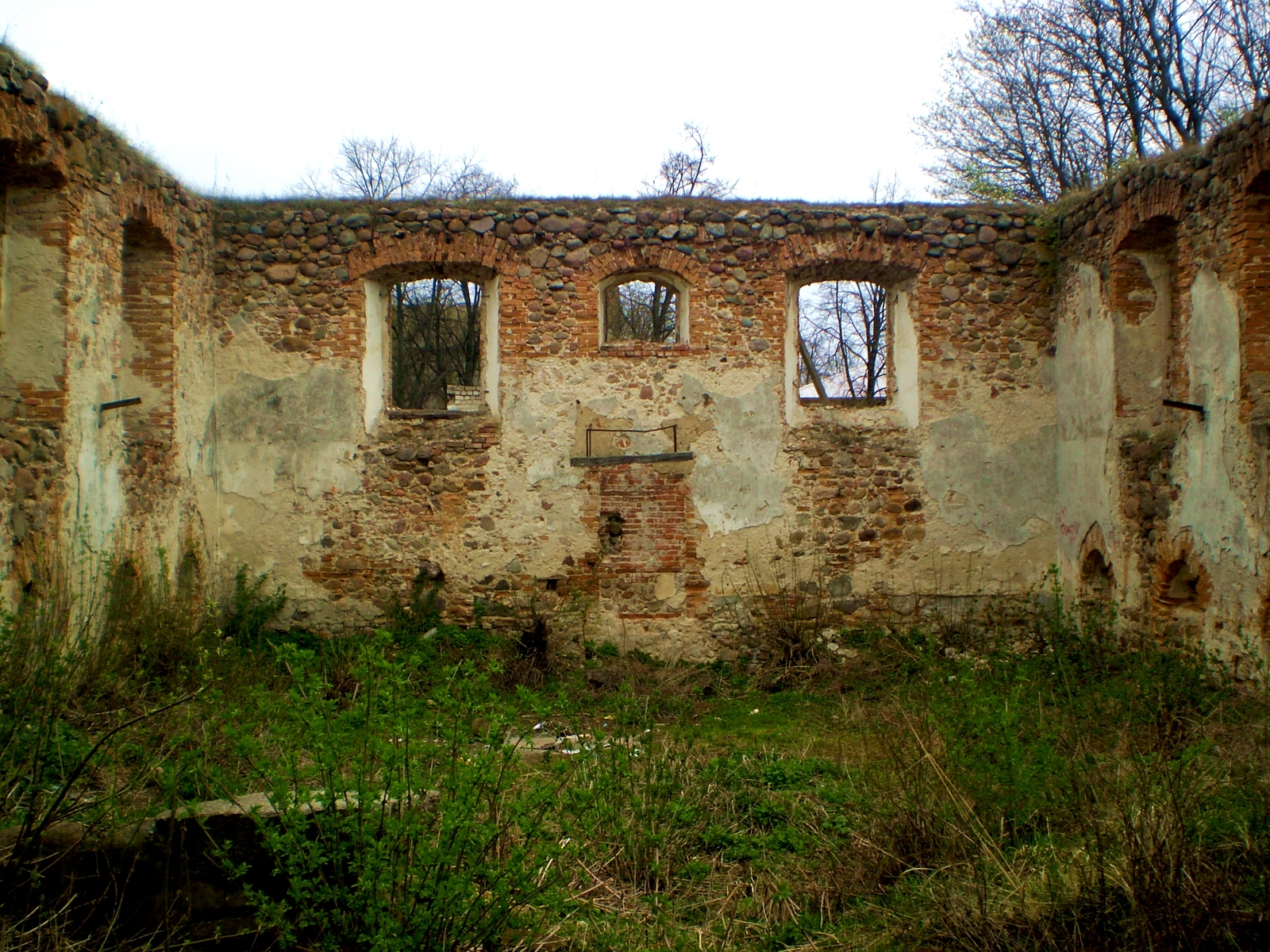
Wnętrze (2012)
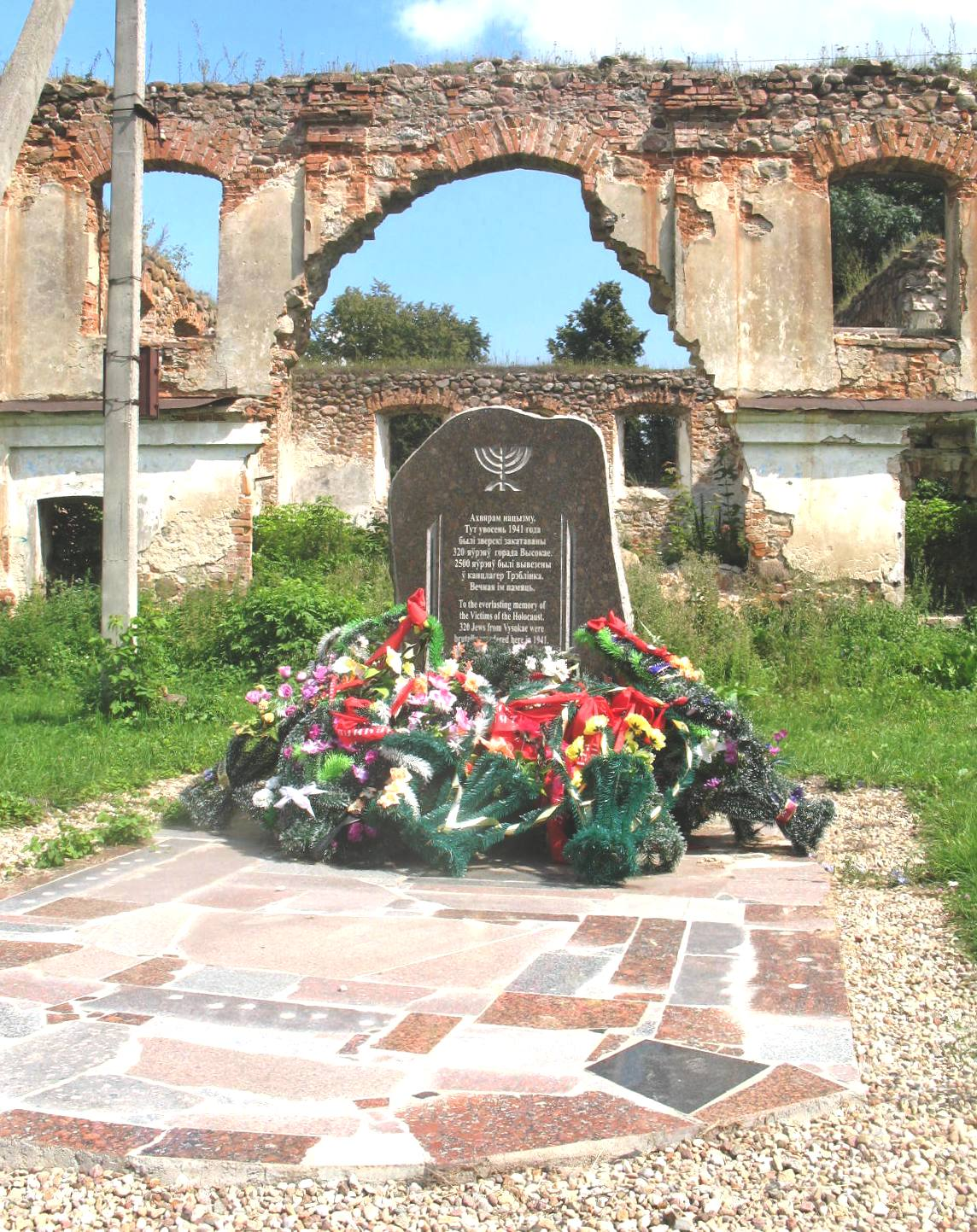
Pomnik pamięci Żydów z Wysokiego przed synagogą (2011)